# عبد الله الهلالي

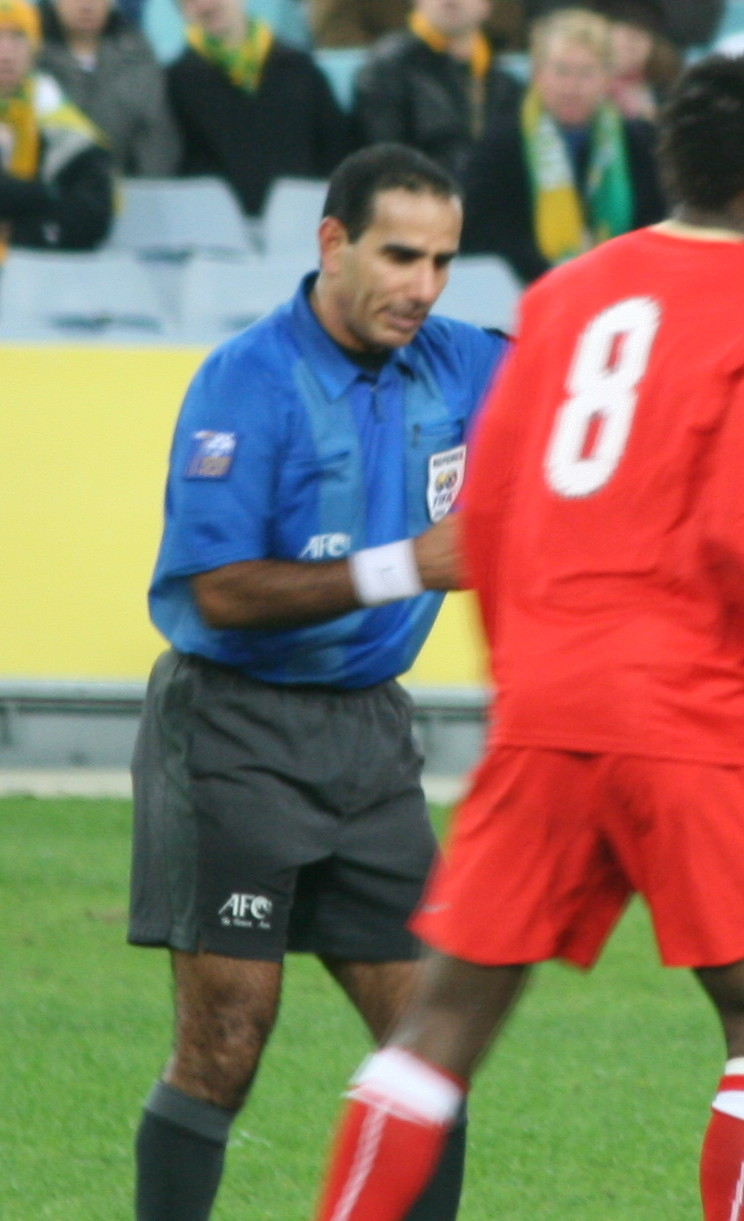

عبد الله محمد الهلالي مواليد (1 يناير 1970 في نخل) حكم كرة قدم عماني . أصبح حكما دوليا معتمدا من قبل الاتحاد الدولي لكرة القدم في سنة 2002 .
تم اختيار الهلالي ضمن القائمة الأولية التي تضم 54 حكما للمشاركة في إدارة مباريات بطولة كأس العالم لكرة القدم 2010 ولكنه تم استبعاده لاحقا .

## روابط خارجية
- عبد الله الهلالي على موقع Soccerway.com (الإنجليزية)